# Poé

## Elterjedése
A Poé Új-Zéland és az Auckland-szigetek jellemző madara, a tui alfaja.

## Megjelenése
Csőre erős, mind a felső, mind az alsó kávája gyengén hajlott. Nyaka elején, a torka alatt egymás mellett két, foszlott és bekunkorodott tollakból álló, gömbszerű, fehér tollpamacs helyezkedik el; a nyak felső oldalán hosszú, keskeny, serteszerű szárral bíró tollak vannak. Színezetében uralkodó a fényes, feketés, acélos zöld. Az apró felső szárnyfedők, a leghosszabb válltollak vége, a dolmánya eleje, farcsíkja és a melle alsó része acélkék színben ragyognak; dolmánya, válla, háta alsó része, hasa és combjai ellenben sötétbarna bronzszínben csillognak. A legnagyobb szárnyfedők, a megnyúlt nyaktollak szára és a torokpamatok pedig fehérek. Az evezőtollak és a fark tollai feketék, felülről zöld színben játszók. Szeme sötétbarna, csőre és lába fekete.

## A poé kalitkában tartása
A poé Új-Zélandon már ősidők óta kedvelt kalitkamadár. Rendkívüli hangutánzó képessége miatt nemcsak a telepeseknek, de a bennszülötteknek is kedves madara. Bár házi tartás szempontjából meglehetősen kényes madárnak tartják, megtörtént, hogy tíz évig is elélt fogságban. Ha a kalitkát és a többé-kevésbé mesterséges táplálékot megszokja, hamar megtanul néhány szót; kutyaugatást, rikácsolást, papagájhangot s általában mindenféle egyéb hangot képes utánozni. A maorik, Új-Zéland legősibb bennszülöttei nagyon sokra becsülik ezt a képességét, nem sajnálják az időt tanítására, hogy aztán madaruk dicséretével se tudjanak betelni.